# Nelson Cabrera
Nelson David Cabrera Báez (Itauguá, Paraguay, 22 de abril de 1983) es un exfutbolista paraguayo naturalizado boliviano que se desempeñó como defensor. Fue internacional con la selección de fútbol de Bolivia y campeón en varios clubes de distintas ligas.

## Trayectoria
Surgió de las divisiones inferiores del Club Olimpia, con el que debutó en el cuadro principal en 2004.
En 2005 es transferido al Club Cerro Porteño en donde se consolida al grado de convertirse en el capitán del equipo azulgrana. En Cerro Porteño gana el Campeonato Absoluto del año 2005 y posteriormente gana el Torneo Clausura 2006
En el año 2009 es fichado por el Colo-Colo de Chile a cambio de un millón de dólares para disputar la Copa Libertadores de América y el torneo local,convirtiéndose hasta ese entonces en el defensor más caro en la historia del club . Sin embargo, no consiguió regularidad, yendo a préstamo el segundo semestre del mismo año, al CFR Cluj de Rumania, donde obtuvo la Liga Nacional, la Copa Rumana y la Supercopa del mismo país.
En el segundo semestre de 2010 regresa a Colo-Colo y con la salida de Diego Cagna de la banca alba por una seguidilla de malos resultados y con la posterior llegada del técnico argentino Américo Rubén Gallego a la tienda alba, regresó al primer equipo para aprovechar una segunda oportunidad siendo uno de los jugadores del plantel con más minutos jugados en el Apertura 2011. Precisamente en ese torneo, el paraguayo marca su primer gol por el Cacique, en un partido válido por la decimoséptima fecha de la fase regular ante Ñublense en el Bicentenario Nelson Oyarzún, donde el defensor abrió la apertura de la cuenta con un cabezazo luego del gran centro de Lucas Wilchez. Finalmente ese partido terminaría 3-2 a favor del conjunto albo, resultado que sirvió para que Colo-Colo clasificara a los playoffs.
Durante la temporada 2012 juega en el Chongqing Lifan F.C. de China anotando 5 goles en el campeonato.
En enero de 2013, Cabrera ficha por Club Bolívar con el fin de reforzar la zaga del equipo del estratego español Miguel Ángel Portugal. En sus primeras presentaciones se gana el cariño de la hinchada con grandes actuaciones y un par de goles en la Copa Libertadores de América. Posteriormente a la eliminación en dicho certamen, la Academia consigue su título número 18 en el historial liguero destronando a su tradicional rival quien venía de conseguir 3 títulos consecutivos.
En el 2014 disputó las semifinales de la Copa Libertadores de América con la Academia Celeste, siendo eliminado por San Lorenzo de Almagro, hecho histórico para el fútbol boliviano y donde se convirtió en uno de los pilares del cuadro académico dirigido por el español Xavier Azkargorta. En la temporada 2014-2015 obtuvo los títulos del Torneo Apertura y Clausura respectivamente consagrándose Bicampeón y consiguiendo la estrella número 20 para Bolívar. En el 2017 se despide de la Academia Celeste con la obtención del título número 21 para la institución, erigiéndose como referente y uno de los jugadores más emblemáticos del Club Bolívar. A mitad del año 2017 ficha por el Sportivo Luqueño de la primera división del fútbol de Paraguay.En el  2019 retorna a Bolivia para sumarse al proyecto del recién ascendido Always Ready, donde se consagró campeón con el club luego de más de 5 décadas y consiguiendo así una histórica clasificación a la fase de grupos de la Copa Libertadores de América.
Marcó un total de 60 goles a lo largo de su carrera, gran parte de ellos con golpe de cabeza.

## Selección nacional
En 2017 fue citado para disputar un amistoso contra Venezuela, fue empate 1-1 y jugó de titular. Tras conseguir la nacionalidad boliviana, fue convocado para jugar la Copa América Centenario y las Eliminatorias rumbo al Mundial de Rusia 2018 con el representativo del altiplano. Sin embargo, su inclusión en la escuadra boliviana transgredió las normas de la FIFA sobre elegibilidad de jugadores, por lo cual la federación boliviana recibió una sanción económica y la resta de los puntos obtenidos ante las selecciones de Perú y Chile en sus respectivos duelos eliminatorios, por el tremendo escándalo que se originó entonces la Federación Boliviana de Fútbol decidió no convocarlo más para partidos con la selección boliviana, provocando un nuevo ordenamiento en la tabla de posiciones de la clasificatoria para la Copa Mundial de Rusia 2018.

## Clubes
| Club                 | País     | Año       |
| -------------------- | -------- | --------- |
| Olimpia              | Paraguay | 2004-2005 |
| Cerro Porteño        | Paraguay | 2005-2008 |
| Colo-Colo            | Chile    | 2009-2012 |
| CFR Cluj (cedido)    | Rumania  | 2009-2010 |
| Chongqing Lifan F.C. | China    | 2012      |
| Bolívar              | Bolivia  | 2012-2017 |
| Sportivo Luqueño     | Paraguay | 2017-2018 |
| Always Ready         | Bolivia  | 2019-2023 |
| Nacional Potosí      | Bolivia  | 2023      |

## Palmarés

### Torneos nacionales
| Título               | Club          | País     | Año     |
| -------------------- | ------------- | -------- | ------- |
| Clausura             | Cerro Porteño | Paraguay | 2005    |
| Absoluto             | Cerro Porteño | Paraguay | 2005    |
| Clausura             | Cerro Porteño | Paraguay | 2006    |
| Clausura             | Colo-Colo     | Chile    | 2009    |
| Liga I               | CFR Cluj      | Rumania  | 2009-10 |
| Copa de Rumania      | CFR Cluj      | Rumania  | 2009-10 |
| Supercopa de Rumania | CFR Cluj      | Rumania  | 2010    |
| Torneo Clausura      | Bolívar       | Bolivia  | 2013    |
| Torneo Apertura      | Bolívar       | Bolivia  | 2014    |
| Torneo Clausura      | Bolívar       | Bolivia  | 2015    |
| Torneo Apertura      | Bolívar       | Bolivia  | 2017    |
| Torneo Apertura      | Always Ready  | Bolivia  | 2020    |